# Pape Fall
Pape Yaré Fall (Pikine, 9 settembre 2000) è un calciatore senegalese, difensore del Struga.

## Carriera
Il 1º agosto 2020 viene acquistato a titolo definitivo dalla squadra lettone del Valmiera.

## Statistiche

### Presenze e reti nei club
Statistiche aggiornate al 5 novembre 2023.
| Stagione        | Squadra         | Campionato      | Campionato | Campionato | Coppe nazionali | Coppe nazionali | Coppe nazionali | Coppe continentali | Coppe continentali | Coppe continentali | Altre coppe | Altre coppe | Altre coppe | Totale | Totale |
| Stagione        | Squadra         | Comp            | Pres       | Reti       | Comp            | Pres            | Reti            | Comp               | Pres               | Reti               | Comp        | Pres        | Reti        | Pres   | Reti   |
| --------------- | --------------- | --------------- | ---------- | ---------- | --------------- | --------------- | --------------- | ------------------ | ------------------ | ------------------ | ----------- | ----------- | ----------- | ------ | ------ |
| ago.-nov. 2020  | Valmiera        | VL              | 11         | 0          | CL              | 2               | 0               | UEL                | 1                  | 0                  | -           | -           | -           | 14     | 0      |
| 2021            | Valmiera        | VL              | 17         | 0          | CL              | 2               | 0               | UECL               | 0                  | 0                  | -           | -           | -           | 19     | 0      |
| 2022            | Valmiera        | VL              | 16         | 2          | CL              | 2               | 0               | UECL               | 2                  | 0                  | -           | -           | -           | 20     | 2      |
| 2023            | Valmiera        | VL              | 27         | 0          | CL              | 1               | 0               | UCL+UECL           | 2+4                | 0                  | -           | -           | -           | 34     | 0      |
| Totale carriera | Totale carriera | Totale carriera | 71         | 2          |                 | 7               | 0               |                    | 9                  | 0                  |             | -           | -           | 87     | 2      |

## Palmarès

### Club

#### Competizioni nazionali
- Campionato lettone: 1

Valmiera: 2022